# Nestucca Bay
Nestucca Bay – zatoka w północno-zachodniej części stanu Oregon w Stanach Zjednoczonych, na terenie hrabstwa Tillamook. Jest częścią Oceanu Spokojnego w miejscu, gdzie uchodzą do niego Nestucca River oraz Little Nestucca River. Powierzchnia akwenu wynosi około 1000 akrów (4 km²).
W pobliżu zatoki znajduje się miasto Pacific City.